# Садай
Садай (амх. ጸዳይ) — двадцята третя літера ефіопської абетки, позначає абруптивний приголосний звук /ṣ/ (різкий вибуховий с).
- ጸ  — се
- ጹ  — су
- ጺ  — сі
- ጻ  — са
- ጼ  — се
- ጽ  — си (ц)
- ጾ  — со